# Scenopinus kuiterti
Scenopinus kuiterti är en tvåvingeart som först beskrevs av Hardy 1944.  Scenopinus kuiterti ingår i släktet Scenopinus och familjen fönsterflugor. Inga underarter finns listade i Catalogue of Life.